# Mohamed Mehdi Mlika
Mohamed Mehdi Mlika, né le 28 octobre 1950 à Jemmal et originaire de Hammam Sousse dans le Sahel, est un homme politique tunisien. Il est le neveu de l'ancien président Zine el-Abidine Ben Ali.

## Biographie
Après avoir passé son enfance à Monastir, il poursuit ses études d'ingénieurs en génie de l'environnement entre 1977 et 1979, d'abord à l'École nationale d'ingénieurs de Tunis puis au Centre international de l'Organisation mondiale de la santé à Rabat.
Il est nommé le 9 juin 1992 comme ministre tunisien de l'Environnement et de l'Aménagement du territoire. Il se maintient à ce poste jusqu'à sa sortie du gouvernement, le 22 avril 1999, date où il est remplacé par Faïza Kefi.
Depuis, il est ministre-conseiller auprès du Premier ministre. Il est par ailleurs président de la commission nationale de la propreté et de l'esthétique de l'environnement. Il préside aussi l'Association du réseau méditerranéen pour le développement durable depuis sa création le 15 mai 2003.
Mlika est membre du comité central du Rassemblement constitutionnel démocratique à partir du congrès de 1993.

## Affaires judiciaires
En février 2011, son nom fait partie de la liste des 110 personnalités tunisiennes dont les avoirs, biens mobiliers et immobiliers font l'objet d'une saisie par l'État tunisien.
Le 17 décembre 2015, il est sorti de force de chez lui et sa villa et saisie par la justice